# Europcar
Europcar és una companyia de lloguer de vehicles amb seu a París que va ser fundada l'any 1949 per Raoul-Louis Mattei.
Actualment (2010) és la companyia de lloguer de vehicles líder a Europa i compta amb una flota de 193.000 vehicles.
Actualment Europcar compta unes 2.825 oficines en 150 països d'Europa, Amèrica del Nord, l'Orient Pròxim, Àfrica, Amèrica Llatina, l'oceà Índic, el Carib i Àsia. És una empresa de reconegut prestigi a la zona de les grans economies europees, en particular a Alemanya, França i el Regne Unit. Els principals mercats d'Europcar són els lloguers corporatius i d'oci.
Com a part d'una estratègia per reduir costos el grup Volkswagen va decidir desfer-se de la companyia. L'1 de juny del 2006 es va completar la venda d'Europcar a la societat d'inversió francesa Eurazeo.
L'any 2007 Europcar va adquirir la companyia Vanguard EMEA per 670 milions d'euros. Vanguard EMEA és l'operador a Europa de les empreses de lloguer de vehicles National i Alamo. Com a part de la compra es va arribar a un acord segons el qual Europcar es comprometia a desviar qualsevol tipus de negoci a Nord Amèrica a National, en comptes de Thrifty, el seu anterior soci nord-americà.